# Burlington (circonscription provinciale)
Pour les articles homonymes, voir Burlington.
Circonscription électorale provinciale du Canada
Burlington est une circonscription provinciale de l'Ontario représentée à l'Assemblée législative de l'Ontario depuis 1999.

## Géographie
La circonscription est située dans le sud de l'Ontario et représente la ville de Burlington.
La circonscription consiste en les quartiers d'Aldershot, Maple, Freeman, Wellington Square, Dynes, Roseland, Longmoor, Shoreacres, Pinedale, Elizabeth Gardens, Palmer, Mountainside, Brant Hills et Tyandaga de Burlington.
Avec le redécoupage de 2012, les circonscriptions limitrophes sont Hamilton-Est—Stoney Creek, Hamilton-Centre, Hamilton-Ouest—Ancaster—Dundas, Flamborough—Glanbrook, Milton, Oakville-Nord—Burlington et Oakville. En 2011, les circonscriptions limitrophes étaient Ancaster—Dundas—Flamborough—Westdale, Halton, Hamilton-Est—Stoney Creek et Oakville.

## Historique
| Législature                                                            | Années        | Député         | Député           | Parti                     |
| ---------------------------------------------------------------------- | ------------- | -------------- | ---------------- | ------------------------- |
| Circonscription issue de Burlington-Sud, Halton-Centre et Oakville-Sud |               |                |                  |                           |
| 37e                                                                    | 1999-2003     |                | Cam Jackson      | Progressiste-conservateur |
| 38e                                                                    | 2003-2007     |                | Cam Jackson      | Progressiste-conservateur |
| 38e                                                                    | 2007-2007     | Joyce Savoline |                  | Progressiste-conservateur |
| 39e                                                                    | 2007-2011     | Joyce Savoline |                  | Progressiste-conservateur |
| 40e                                                                    | 2011-2014     | Jane McKenna   |                  | Progressiste-conservateur |
| 41e                                                                    | 2014-2018     |                | Eleanor McMahon  | Libéral                   |
| 42e                                                                    | 2018–2022     |                | Jane McKenna (2) | Progressiste-conservateur |
| 43e                                                                    | 2022–2025     | Natalie Pierre |                  | Progressiste-conservateur |
| 44e                                                                    | 2025–en cours | Natalie Pierre |                  | Progressiste-conservateur |

## Circonscription fédérale
Depuis les élections provinciales ontariennes du 4 octobre 2007, l'ensemble des circonscriptions provinciales et des circonscriptions fédérales sont identiques.